# Astragalus hedgei
Astragalus hedgei är en ärtväxtart som beskrevs av Christina Hedwig Kirchhoff. Astragalus hedgei ingår i släktet vedlar, och familjen ärtväxter. Inga underarter finns listade i Catalogue of Life.